# Mo landsfiskalsdistrikt, Jönköpings län
Mo landsfiskalsdistrikt var 1918–1964 ett landsfiskalsdistrikt i Jönköpings län, bildat när Sveriges indelning i landsfiskalsdistrikt trädde i kraft den 1 januari 1918, enligt beslut den 7 september 1917. Den 1 januari 1965 avskaffades i Sverige samtliga landsfiskaler och landsfiskalsdistrikt, och deras arbetsuppgifter delades upp på de nyskapade indelningarna polisdistrikt, åklagardistrikt och kronofogdedistrikt.
Landsfiskalsdistriktet låg under länsstyrelsen i Jönköpings län.

## Ingående områden
När Sveriges nya indelning i landsfiskalsdistrikt trädde i kraft den 1 oktober 1941 (enligt kungörelsen den 28 juni 1941) tillfördes kommunerna Bankeryd, Barnarp, Järstorp, Månsarp och Sandseryd från Huskvarna landsfiskalsdistrikt. Den 1 januari 1943 ombildades Sandseryds landskommun till Norrahammars köping. 1 januari 1951 inkorporerades Järstorps landskommun i Jönköpings stad, och dess område överfördes därmed från landsfiskalsdistriktet. När Sveriges nya indelning i landsfiskalsdistrikt trädde i kraft den 1 januari 1952 (enligt kungörelsen 1 juni 1951) ändrades distriktets omfattning.

### Från 1918
Mo härad:
- Angerdshestra landskommun
- Bondstorps landskommun
- Bottnaryds landskommun
- Källeryds landskommun
- Mulseryds landskommun
- Norra Hestra landskommun
- Norra Unnaryds landskommun
- Stengårdshults landskommun
- Valdshults landskommun
- Åsenhöga landskommun
- Öreryds landskommun

### Från 1 oktober 1941
Mo härad:
- Angerdshestra landskommun
- Bondstorps landskommun
- Bottnaryds landskommun
- Källeryds landskommun
- Mulseryds landskommun
- Norra Hestra landskommun
- Norra Unnaryds landskommun
- Stengårdshults landskommun
- Valdshults landskommun
- Åsenhöga landskommun
- Öreryds landskommun

Tveta härad:
- Bankeryds landskommun
- Barnarps landskommun
- Järstorps landskommun
- Månsarps landskommun
- Sandseryds landskommun

### Från 1943
Mo härad:
- Angerdshestra landskommun
- Bondstorps landskommun
- Bottnaryds landskommun
- Källeryds landskommun
- Mulseryds landskommun
- Norra Hestra landskommun
- Norra Unnaryds landskommun
- Stengårdshults landskommun
- Valdshults landskommun
- Åsenhöga landskommun
- Öreryds landskommun

Tveta härad:
- Bankeryds landskommun
- Barnarps landskommun
- Järstorps landskommun
- Månsarps landskommun
- Norrahammars köping

### Från 1951
Mo härad:
- Angerdshestra landskommun
- Bondstorps landskommun
- Bottnaryds landskommun
- Källeryds landskommun
- Mulseryds landskommun
- Norra Hestra landskommun
- Norra Unnaryds landskommun
- Stengårdshults landskommun
- Valdshults landskommun
- Åsenhöga landskommun
- Öreryds landskommun

Tveta härad:
- Bankeryds landskommun
- Barnarps landskommun
- Månsarps landskommun
- Norrahammars köping

### Från 1 januari 1952
- Bankeryds landskommun
- Månsarps landskommun
- Norrahammars köping
- Norra Mo landskommun
- Södra Mo landskommun